# Edmond O'Brien
Edmond O'Brien, all'anagrafe Eamon Joseph O'Brien (New York, 10 settembre 1915 – Inglewood, 9 maggio 1985), è stato un attore statunitense.
Vinse il premio Oscar al miglior attore non protagonista nel 1955 per l'interpretazione del press agent Oscar Muldoon ne La contessa scalza (1954), ma è principalmente ricordato per il suo ruolo drammatico nel film Due ore ancora (1950).

## Biografia
Di origini anglo-irlandesi, O'Brien frequentò per un breve periodo la Fordham University, quindi ottenne una borsa di studio presso la Neighborhood Playhouse School, una scuola di recitazione di tendenza realista ove si diplomò. Dopo aver recitato per qualche tempo in compagnie di giro, debuttò a Broadway nel 1937 con la pièce Daughters of Atrios, quindi venne notato da Orson Welles, che nel 1939 lo fece recitare alla radio e lo accolse nella prestigiosa compagnia teatrale del Mercury Theatre.
Siglato un contratto con la casa produttrice RKO, nel 1938 O'Brien approdò a Hollywood e ottenne il primo ruolo di rilievo in Notre Dame (1939), in cui interpretò Gringoire, il giovane poeta che s'innamora della zingara Esmeralda (Maureen O'Hara). Nella prima metà degli anni quaranta l'attore fu impegnato sul fronte bellico nella U.S. Army Air Forces e apparve sullo schermo in maniera sporadica. Da ricordare in questo periodo la sua interpretazione a Broadway del dramma Winged Victory, ruolo che riprese sul grande schermo nella successiva trasposizione cinematografica dal titolo Vittoria alata (1944), diretta da George Cukor.
Terminato il secondo conflitto mondiale, O'Brien tornò a tempo pieno al cinema e la sua carriera decollò definitivamente. Di costituzione virile e robusta, con un volto paffuto e fondamentalmente simpatico, l'attore diede il meglio di sé in alcuni dei migliori film noir degli anni quaranta, a iniziare da I gangsters (1946), in cui interpretò l'investigatore assicurativo Jim Riordan, incaricato di far luce sulla morte di un malavitoso soprannominato "lo svedese" (Burt Lancaster). Successivamente affiancò James Cagney in La furia umana (1949), nel quale impersonò l'agente federale Hank Fallon, un investigatore che si infiltra sotto falso nome nella banda di Cody Jarrett (Cagney), un gangster psicotico, allo scopo di smascherarlo definitivamente.
L'anno successivo O'Brien fu protagonista di uno dei più tesi e drammatici noir della storia del cinema, Due ore ancora (1950), in cui vestì i panni di Frank Bigelow, il contabile che – dopo aver subito un deliberato e letale avvelenamento radioattivo – trascorre a San Francisco le poche ore di vita che ancora gli rimangono, intraprendendo una tormentata e spietata caccia al proprio assassino, prima di soccombere al mortale veleno negli uffici di polizia ove si è recato per raccontare la propria storia e le circostanze che lo hanno condotto a smascherare il responsabile dell'accaduto. Il ruolo di Frank Bigelow è considerato una delle migliori interpretazioni della carriera di O'Brien, in cui l'attore seppe infondere un'angosciosa intensità, sfruttando il proprio aspetto fisico quasi ordinario per rendere più credibile il dramma interiore di un uomo comune sopraffatto dalla disperazione, in un crescendo di smarrimento e di terrore.
La carriera di O'Brien proseguì nella prima metà degli anni cinquanta con altre eccellenti prove nel genere poliziesco, come quella dell'investigatore John Conroy, alle prese con il crimine organizzato in Furore sulla città (1952), accanto a William Holden e Alexis Smith. L'anno seguente l'attore apparve nel claustrofobico La belva dell'autostrada (1953), una sorta di road movie del genere noir, in cui interpretò con Frank Lovejoy una coppia di automobilisti che offrono un passaggio a un killer psicopatico. Nello stesso anno interpreta ne La grande nebbia, un film diretto da Ida Lupino, un pacato e disilluso rappresentante di commercio che, suo malgrado, diviene bigamo, sconvolgendo la vita delle donne protagoniste, costringendole ad affrontare dolore e disperazione. Successivamente passò per la prima volta dietro la macchina da presa per dirigere, insieme con Howard W. Koch, il thriller Il colpevole è fra noi (1954), nel quale interpretò il ruolo negativo del protagonista, il poliziotto corrotto Barney Nolan.
La maturità e l'appesantirsi della figura portarono O'Brien a orientarsi progressivamente verso ruoli di carattere. Già nel 1953 l'attore era apparso nel ruolo di Casca in Giulio Cesare, tornando al repertorio shakespeariano che aveva affrontato in gioventù. L'anno seguente ebbe un'ottima opportunità con il melodramma La contessa scalza (1954) di Joseph L. Mankiewicz, interpretato al fianco di Humphrey Bogart e Ava Gardner. Grazie al ruolo del disinvolto e loquace press agent Oscar Muldoon, O'Brien ottenne il premio Oscar quale miglior attore non protagonista. Nel 1956 fu protagonista del film distopico Nel 2000 non sorge il sole, diretto da Michael Anderson, mentre nello stesso anno affrontò uno dei suoi pochi ruoli brillanti nella commedia Gangster cerca moglie (1956), in cui interpretò con vivacità il ruolo del chiassoso ex gangster Marty "Fats" Murdock, che tenta di lanciare come cantante la sua vistosa fidanzata (Jayne Mansfield).
Già dalla prima metà degli anni cinquanta O'Brien iniziò a lavorare regolarmente anche per il piccolo schermo, partecipando a rappresentazioni nell'ambito delle antologie televisive Lux Video Theatre (1951-1957), Schlitz Playhouse of Stars (1953-1958) e Playhouse 90 (1957-1959). Nel 1960 interpretò il ruolo di Johnny Midnight, il detective newyorkese protagonista nell'omonima serie poliziesca, di cui girò trentanove episodi. Tuttavia il cinema era destinato a offrire a O'Brien ancora delle ottime opportunità di dimostrare il suo talento. Con L'uomo che uccise Liberty Valance (1962), celebre western di John Ford, l'attore diede una memorabile interpretazione di Dutton Peabody, l'idealista direttore di giornale che affianca Ransom Stoddard (James Stewart) nella sua lotta contro lo strapotere del bandito Liberty Valance (Lee Marvin). A capo dello Shimbone Star, il Dutton Peabody impersonato da O'Brien è un giornalista ubriacone ma al tempo stesso animato da una profonda passione per il proprio mestiere e da uno spiccato senso della missione e della dignità.
Nello stesso anno O'Brien partecipò al kolossal bellico Il giorno più lungo (1962), nel ruolo del generale Raymond T. Burton, il drammatico L'uomo di Alcatraz (1962), nelle vesti di Tom Gaddis, il giornalista che visita in carcere Robert Stroud (Burt Lancaster), l'ergastolano appassionato di ornitologia, per trarre un libro sulla sua vita, e Un tipo lunatico, un film commedia interpretato insieme a Tom Tryon prodotto dalla Disney, nel ruolo di McClosky. Da ricordare, in questo periodo, ancora un'altra interpretazione di carattere, quella di Raymond Clark, un alcolizzato senatore degli Stati Uniti nel dramma politico Sette giorni a maggio (1964), che gli valse un'altra candidatura all'Oscar quale miglior attore non protagonista. Nella seconda metà degli anni sessanta O'Brien continuò a dividersi fra il cinema e il piccolo schermo, comparendo in film di rilievo come il fantascientifico Viaggio allucinante (1966) e, soprattutto, il western Il mucchio selvaggio (1969), alternando l'attività con interpretazioni per il piccolo schermo, in particolare nelle serie Il virginiano (1967), Missione Impossibile (1968) e Ai confini dell'Arizona (1971).
Attivo fino alla metà degli anni settanta, O'Brien ritrovò il suo vecchio maestro Orson Welles nel controverso L'altra faccia del vento (1972) e diede ancora un'incisiva interpretazione in Lucky Luciano (1973) di Francesco Rosi, dove interpretava l'ispettore dell'FBN Harry Jacob Anslinger. La sua ultima apparizione cinematografica fu nel film Attento sicario: Crown è in caccia (1974), mentre per il piccolo schermo, da ricordare le sue partecipazioni alle serie Reporter alla ribalta (1971), Le strade di San Francisco (1972) e Sulle strade della California (1974), prima del definitivo ritiro dalle scene.

## Vita privata
Dopo il primo, breve matrimonio (1941-1942) con l'attrice Nancy Kelly, O'Brien si risposò nel 1948 con l'attrice e cantante Olga San Juan, dalla quale ebbe tre figli, Bridget (oggi produttrice), Maria e Brendan, entrambi divenuti attori. L'unione con la San Juan si concluse nel 1976 con il divorzio.
O'Brien morì nel 1985, all'età di 69 anni, per complicazioni dovute alla malattia di Alzheimer. È sepolto all'Holy Cross Cemetery di Culver City (California).

## Filmografia

### Cinema
- Prison Break (1938) (non accreditato)
- Notre Dame (The Hunchback of Notre Dame), regia di William Dieterle (1939)
- Marinai allegri (A Girl, a Guy, and a Gob), regia di Richard Wallace (1941)
- Parachute Battalion, regia di Leslie Goodwins (1941)
- Obliging Young Lady, regia di Richard Wallace (1942)
- La città della polvere (Powder Town), regia di Rowland V. Lee (1942)
- Verso l'ignoto (The Amazing Mrs. Holliday), regia di Bruce Manning (1943)
- Vittoria alata (Winged Victory), regia di George Cukor (1944)
- I gangsters (The Killers), regia di Robert Siodmak (1946)
- Passione che uccide (The Web), regia di Michael Gordon (1947)
- Doppia vita (A Double Life), regia di George Cukor (1947)
- Forza bruta (Brute Force), regia di Jules Dassin (1947) (non accreditato)
- Un'altra parte della foresta (Another Part of the Forest), regia di Michael Gordon (1948)
- La telefonista della Casa Bianca (For the Love of Mary), regia di Frederick de Cordova (1948)
- Falchi in picchiata (Fighter Squadron), regia di Raoul Walsh (1948)
- Il delitto del giudice (An Act of Murder), regia di Michael Gordon (1948)
- Aquile dal mare (Task Force), regia di Delmer Daves (1949) (voce, non accreditato)
- La furia umana (White Heat), regia di Raoul Walsh (1949)
- Fuoco alle spalle (Backfire), regia di Vincent Sherman (1950)
- Due ore ancora (D.O.A.), regia di Rudolph Maté (1950)
- Mondo equivoco (711 Ocean Drive), regia di Joseph M. Newman (1950)
- L'ammiraglio di Walla Walla (The Admiral Was a Lady), regia di Albert S. Rogell (1950)
- Tra mezzanotte e l'alba (Between Midnight and Dawn), regia di Gordon Douglas (1950)
- Il messaggio del rinnegato (The Redhead and the Cowboy), regia di Leslie Fenton (1951)
- Ai confini del delitto (Two of a Kind), regia di Henry Levin (1951)
- Sentiero di guerra (Warpath), regia di Byron Haskin (1951)
- Le rocce d'argento (Silver City), regia di Byron Haskin (1951)
- Il più grande spettacolo del mondo (The Greatest Show on Earth), regia di Cecil B. DeMille (1952) (non accreditato)
- La grande avventura del generale Palmer (Denver and Rio Grande), regia di Byron Haskin (1952)
- Furore sulla città (The Turning Point), regia di William Dieterle (1952)
- Giulio Cesare (Julius Caesar), regia di Joseph L. Mankiewicz (1953)
- La belva dell'autostrada (The Hitch-Hiker), regia di Ida Lupino (1953)
- La grande nebbia (The Bigamist), regia di Ida Lupino (1953)
- L'uomo nell'ombra (Man in the Dark), regia di Lew Landers (1953)
- Frustateli senza pietà (Cow Country), regia di Lesley Selander (1953)
- Avventura in Cina (China Venture), regia di Don Siegel (1953)
- La contessa scalza (The Barefoot Contessa), regia di Joseph L. Mankiewicz (1954)
- Terrore a Shanghai (Shanghai Story), regia di Frank Lloyd (1954)
- Il colpevole è fra noi (Shield for Murder), regia di Howard W. Koch e Edmond O'Brien (1954)
- Tempo di furore (Pete Kelly's Blues), regia di Jack Webb (1955)
- Gangster cerca moglie (The Girl Can't Help It), regia di Frank Tashlin (1956)
- Nel 2000 non sorge il sole (1984), regia di Michael Anderson (1956)
- Operazione Normandia (D-Day the Sixth of June), regia di Henry Koster (1956)
- Ore di angoscia (A Cry in the Night), regia di Frank Tuttle (1956)
- Supplizio (The Rack), regia di Arnold Laven (1956)
- Orizzonti lontani (The Big Land), regia di Gordon Douglas (1957)
- Spionaggio a Tokyo (Stopover Tokyo), regia di Richard L. Breen (1957)
- Tribunale senza magistrati (The World Was His Jury), regia di Fred F. Sears (1958)
- L'idolo della canzone (Sing Boy Sing), regia di Henry Ephron (1958)
- Quota periscopio (Up Periscope), regia di Gordon Douglas (1959)
- Peccatori delle Hawaii (L'ambitieuse), regia di Yves Allégret (1959)
- La crociera del terrore (The Last Voyage), regia di Andrew L. Stone (1960)
- La terza voce (The 3rd Voice), regia di Hubert Cornfield (1960)
- Il grande impostore (The Great Impostor), regia di Robert Mulligan (1961)
- Trappola per uomini (Man-Trap), regia di Edmond O'Brien (1961) (anche voce non accreditata)
- L'uomo che uccise Liberty Valance (The Man Who Shot Liberty Valance), regia di John Ford (1962)
- Un tipo lunatico (Moon Pilot), regia di James Neilson (1962)
- L'uomo di Alcatraz (Birdman of Alcatraz), regia di John Frankenheimer (1962)
- Il giorno più lungo (The Longest Day), regia di Ken Annakin e Andrew Marton (1962)
- Sette giorni a maggio (Seven Days in May), regia di John Frankenheimer (1964)
- Rio Conchos, regia di Gordon Douglas (1964)
- La doppia vita di Sylvia West (Sylvia), regia di Gordon Douglas (1965)
- Synanon, regia di Richard Quine (1965)
- Viaggio allucinante (Fantastic Voyage), regia di Richard Fleischer (1966)
- Congiura di spie (Peau d'espion), regia di Édouard Molinaro (1967)
- The Viscount - Furto alla banca mondiale (Le vicomte règle ses comptes), regia di Maurice Cloche (1967)
- Il mucchio selvaggio (The Wild Bunch), regia di Sam Peckinpah (1969)
- The Love God?, regia di Nat Hiken (1969)
- Dream No Evil, regia di John Hayes (1970)
- L'altra faccia del vento (The Other Side of the Wind), regia di Orson Welles (1972)
- Chi ha ucciso Jenny? (They Only Kill Their Masters), regia di James Goldstone (1972)
- Lucky Luciano, regia di Francesco Rosi (1973)
- Attento sicario: Crown è in caccia (99 and 44/100% Dead), regia di John Frankenheimer (1974)

### Televisione
- Pulitzer Prize Playhouse – serie TV, 1 episodio (1951)
- Robert Montgomery Presents – serie TV, 1 episodio (1953)
- The Ford Television Theatre – serie TV, 2 episodi (1953-1954)
- Stage 7 – serie TV, episodio 1x04 (1955)
- The Red Skelton Show – serie TV, 1 episodio (1955)
- Damon Runyon Theater – serie TV, episodio 1x07 (1955)
- Playwrights '56 – serie TV, 1 episodio (1955)
- The Star and the Story – serie TV, episodi 1x01-2x01 (1955)
- Screen Directors Playhouse – serie TV, episodio 1x25 (1956)
- Climax! – serie TV, 2 episodi (1954-1956)
- Lux Video Theatre – serie TV, 7 episodi (1951-1957)
- Schlitz Playhouse of Stars – serie TV, 5 episodi (1953-1958)
- Suspicion – serie TV, 1 episodio (1958)
- Lux Playhouse – serie TV, 1 episodio (1958)
- Playhouse 90 – serie TV, 3 episodi (1957-1959)
- Laramie – serie TV, 1 episodio (1959)
- I racconti del West (Zane Grey Theater) – serie TV, 2 episodi (1957-1959)
- Johnny Midnight – serie TV, 39 episodi (1960)
- The Dick Powell Show – serie TV, episodio 1x03 (1961)
- Corruptors (Target: The Corruptors) – serie TV, episodio 1x04 (1961)
- Sam Benedict – serie TV, 28 episodi (1962-1963)
- The Greatest Show on Earth – serie TV, episodio 1x21 (1964)
- Breaking Point – serie TV, 1 episodio (1964)
- Undicesima ora (The Eleventh Hour) – serie TV, 1 episodio (1964)
- All'ombra del ricatto (The Hanged Man), regia di Don Siegel – film TV (1964)
- Disneyland – serie TV, 6 episodi (1965)
- The Long, Hot Summer – serie TV, 13 episodi (1965)
- Volo 1-6 non atterrate (The Doomsday Flight), regia di William A. Graham – film TV (1966)
- Il virginiano (The Virginian) – serie TV, episodio 6x07 (1967)
- The Outsider, regia di Michael Ritchie – film TV (1967)
- Flesh and Blood, regia di Arthur Penn – film TV (1968)
- Missione impossibile (Mission: Impossible) – serie TV, 1 episodio (1968)
- Operazione ladro (It Takes a Thief) – serie TV, 1 episodio (1969)
- In nome della giustizia (The Bold Ones: The Protectors) – serie TV, 1 episodio (1969)
- Insight – serie TV, 1 episodio (1970)
- Giovani avvocati (The Young Lawyers) – serie TV, episodio 1x14 (1970)
- The Intruders, regia di William A. Graham – film TV (1970)
- River of Mystery, regia di Paul Stanley – film TV (1971)
- What's a Nice Girl Like You...?, regia di Jerry Paris – film TV (1971)
- Reporter alla ribalta (The Name of the Game) – serie TV, 1 episodio (1971)
- Ai confini dell'Arizona (The High Chaparral) – serie TV, episodio 4x17 (1971)
- Lo sceriffo del sud (Cade's County) – serie TV, 1 episodio (1972)
- Le strade di San Francisco (The Streets of San Francisco) – serie TV, episodio 1x01 (1972)
- McMillan e signora (McMillan & Wife) – serie TV, 1 episodio (1972)
- Jigsaw, regia di William A. Graham – film TV (1972)
- Temperatures Rising – serie TV, 1 episodio (1973)
- Isn't It Shocking?, regia di John Badham – film TV (1973)
- Sulle strade della California (Police Story) – serie TV, 1 episodio (1974)

## Doppiatori italiani
Nelle versioni in italiano dei suoi film, Edmond O'Brien è stato doppiato da:
- Carlo Romano in La contessa scalza, Gangster cerca moglie, Operazione Normandia, Spionaggio a Tokyo, L'idolo della canzone, Il grande impostore, L'uomo che uccise Liberty Valance, Sette giorni a maggio
- Giulio Panicali in I gangsters, Un'altra parte della foresta, La telefonista della Casa Bianca, Il delitto del giudice, Furore sulla città, Terrore a Shanghai, L'uomo di Alcatraz
- Emilio Cigoli in Mondo equivoco, Il messaggio del rinnegato, Sentiero di guerra, Le rocce d'argento, Il colpevole è fra noi, Orizzonti lontani, La terza voce
- Bruno Persa in Giulio Cesare, Supplizio, La crociera del terrore, Rio Conchos
- Manlio Busoni in Ore di angoscia, Tempo di furore, Viaggio allucinante
- Ivo Garrani in Notre Dame, Nel 2000 non sorge il sole
- Nino Pavese in Doppia vita, Falchi in picchiata
- Giorgio Capecchi in Il più grande spettacolo del mondo, Quota periscopio
- Stefano Sibaldi in La furia umana
- Carlo D'Angelo in La belva dell'autostrada
- Renato Turi in Frustateli senza pietà
- Nando Gazzolo in Tribunale senza magistrati
- Ferruccio Amendola in Un tipo lunatico
- Mario Pisu in Il giorno più lungo
- Michele Malaspina in Il mucchio selvaggio
- Corrado Gaipa in Lucky Luciano
- Luca Biagini in Due ore ancora (ridoppiaggio)[5]
- Romano Malaspina in La grande avventura del generale Palmer (ridoppiaggio)[6]

## Riconoscimenti
- Premio Oscar
  - 1955 – Miglior attore non protagonista per La contessa scalza
  - 1965 – Candidatura per il miglior attore non protagonista per Sette giorni a maggio
- Golden Globe
  - 1955 – Miglior attore non protagonista per La contessa scalza
  - 1965 – Miglior attore non protagonista per Sette giorni a maggio
- New York Film Critics Circle Awards
  - 1954 – Candidatura per il miglior attore protagonista per La contessa scalza